# 도리언 그레이의 허상
《도리언 그레이의 허상》(영어: The Sins of Dorian Gray)는 1983년에 개봉한 미국의 영화이다. 오스카 와일드의 도리언 그레이의 초상을 영화화했다.

## 출연
- 벨린다 바우어 - 도리어 그레이
- 안소니 퍼킨스 - 헨리 로드
- 마이클 아이언사이드 - 알렌
- 올가 칼라토스 - 소피아
- 패치 란 - 트레이시
- 조셉 바텀스 - 스튜어트

## 한국판 성우진(KBS)
- 송도영 - 도리언 그레이(벨린다 바우어)
- 김세한 - 헨리 로드(안소니 퍼킨스)
- 김태연 - 알렌(마이클 아이언사이드)
- 김정희 - 소피아(올가 칼라토스)
- 홍영란 - 트레이시(패치 란)
- 유남희 - 안젤라(캐롤라인 이거)
- 이규화 - 스튜어트(조셉 바텀스)
- 김태웅 - 파커(제프 브라운스타인)
- 박상훈 - 빅터(로이 워즈워스)